# Euphaedra neumanni
Euphaedra neumanni är en fjärilsart som beskrevs av Rothschild 1902. Euphaedra neumanni ingår i släktet Euphaedra och familjen praktfjärilar. Inga underarter finns listade i Catalogue of Life.